# Copa Aerosur 2011
La Copa Aerosur 2011 fue la novena y última edición del torneo de verano de fútbol patrocinado por Aerosur. Participan seis equipos de las ciudades troncales de Bolivia: Bolívar y The Strongest de La Paz, Aurora y Wilstermann de Cochabamba, Blooming y Oriente Petrolero de Santa Cruz. El torneo comenzó el 27 de julio  de 2011 y culminó el 24 de agosto del mismo año.
El campeón de la copa tendrá pasajes gratis en Aerosur para viajar a disputar sus partidos durante la temporada 2010 de la Liga de Fútbol Profesional Boliviano, mientras que el subcampeón tendrá un descuento de 75%. El resto de los participantes podrá acceder al 50% de descuento en los pasajes si aceptan llevar el logo de la aerolínea en su uniforme.

## Primera fase
| Equipo 1 | Agr. | Equipo 2               | Ida | Vuelta |
| -------- | ---- | ---------------------- | --- | ------ |
| Bolívar  | 0–2  | The Strongest          | 0–1 | 0–1    |
| Aurora   | 4–2  | Club Jorge Wilstermann | 3–0 | 1–2    |
| Blooming | 2–3  | Oriente Petrolero      | 2–2 | 0–1    |

## Semifinales
- Jorge Wilstermann clasificado como mejor perdedor.

| Equipo 1          | Agr. | Equipo 2          | Ida | Vuelta |
| ----------------- | ---- | ----------------- | --- | ------ |
| Aurora            | 5–4  | Oriente Petrolero | 4–1 | 0–4    |
| Jorge Wilstermann | 3–2  | The Strongest     | 1–1 | 2–1    |

## Final
| Equipo 1          | Agr.       | Equipo 2 | Ida | Vuelta |
| ----------------- | ---------- | -------- | --- | ------ |
| Jorge Wilstermann | 2–2(4–3 p) | Aurora   | 1–1 | 1–1    |

| Campeón 2011 Club Jorge Wilstermann Segundo Título |